# Татищев, Сергей Павлович
Сергей Па́влович Тати́щев (1771—1844) — русский генерал-лейтенант, участник Отечественной войны 1812 года и заграничных походов 1813—1814 гг. Командовал бригадой костромского ополчения. Действительный статский советник, камергер. Брат дипломата Дмитрия Павловича Татищева.

## Биография
Родился в 1771 году; сын капитан-поручика лейб-гвардии Преображенского полка, а затем надворного советника Павла Сергеевича Татищева, от брака с Марией Яковлевной Аршеневской, дочерью нижегородского губернатора Я. С. Аршеневского.
Вместе с братом Дмитрием Сергей Татищев изображён на знаменитой картине Григория Чернецова «Парад и молебствие по случаю окончания военных действий в Царстве Польском 6 октября 1831 года на Царицыном лугу в Петербурге» — это единственное известное изображение С. П. Татищева.
В 1775 году был зачислен солдатом лейб-гвардии Преображенского полка. Сержант (1787), подпоручик (1 января 1790), поручик (1 января 1792), В материалах дела "Об отказе господам Татищевым..." он подписывается как: "Лейб гвардии Измайловскаго полку порутчик Сергей Павлов сын Татищев" гвардии капитан-поручик (1795).
Сергей Павлович принимал участие в войне со Швецией (1788—1790). 12 декабря 1795 года уволен от воинской службы.
Коллежский советник (27 апреля 1797), статский советник (30 декабря 1802), действительный камергер (10 декабря 1803). С 1806 года обер-прокурор 3-го Департамента Правительствующего Сената.
В 1812 году командовал 4-м пехотным полком Костромского ополчения. Потом из-за болезни генерал-лейтенанта П. Г. Бардакова, Татищев де-факто командовал всем ополчением (1813—1814). На средства костромских помещиков было набрано ополчение. Татищев командовал кинешемским отрядом, который под его командованием проделал маршрут: Кинешма — Нижний Новгород — Муром — Рязань — Орёл — Северная Украина. В апреле 1814 года, Татищев командовал отрядом ополчения взявшей крепость Глогау в Восточной Пруссии. Ключи от крепости были переданы «действительным камергером четвёртого класса и кавалером Татищевым» в Париже императору Александру I. За это отличие Татищев был награждён орденами — Орден Святой Анны 2-й степени, Орден Красного Орла 2-го класса.
С 1817 года — действительный статский советник в отставке. В 1825—1831 гг. (по другим данным с 1821)был предводителем дворянства Костромской губернии. С 1794 года владел селом Вичуга, в котором построил дворец в стиле классицизма и каменную церковь. В сентябре 1844 года он скончался и был похоронен в фамильном склепе возле построенного им храма. Могила утрачена.
Родовое имение С. П. Татищева 16 ноября 1872 года наследницей, его дочерью Марией Эйхлер,было выставлено на торги с целью уплаты долгов. Купил имение местный купец Иван Миндовский. История продажи Вичуги похожа на сюжет пьесы «Вишневый сад» А. П. Чехова. Внук С. П. Татищева, Дмитрий Эйхлер, русский посланник в герцогстве Баден, на территории которого находился курорт Баденвайлер, где в 1904 году умер А. Чехов, взял на себя все хлопоты по транспортировке тела Чехова в Россию, а в 1908 году установил в Баденвайлере самый первый памятник Чехову.

## Награды
российские:
- орден Святого Владимира 3 степени (1806);
- Орден Святой Анны 2-й степени (1814).
- Орден Святой Анны 1-й степени (1830).

иностранные:
- Прусский Орден Красного Орла 2-го класса (1814)

## Семья
Сергей Павлович был женат на Софии Ивановне Юнг (ум. август 1847). В браке родились:
- Мария (1830—1873) — замужем за Адольфом Эйхлером;
- Павел (1840—1857).